# Mar Sánchez
Mar Sánchez (Cádiz, ? –) spanyol gitárművész. Sevillai zenész; hangszerelő, zeneszerző.
| Kattints az alábbi külső linkek egyikére! | Kattints az alábbi külső linkek egyikére! |
| ----------------------------------------- | ----------------------------------------- |
| Nem található szabad kép.(?)              |                                           |
| külső link · jogvédett                    | Mar Sánchez                               |

## Pályakép
Már igen fiatalon a klasszikus és elektromos gitárjátékot tanult, amit aztán modern zenével kombinált. Tizennégy évesen létrehozta a „SHE” nevű rock and roll együttest, ami aztán számos zenei versenyt megnyert, így 2008-ban a legjobb új rock csoport díját is.
Barcelonában a Zeneművészeti Egyetemen diplomázott, aztán Egyesült Királyság Zenei Főiskoláján tanult, majd Erasmus-ösztöndíjas lett.
Bár fő zenei területe a klasszikus gitár volt, mindig foglalkozott az elektromos gitárral is főleg a fúziós zene területén.
Számos nemzetközi zenei fesztiválon vett részt, mint például Leo Brouwer Nemzetközi Kamarazenei Fesztiválján, Havannában és turnézott Latin-Amerikában, az Egyesült Államokban és Európában is.